# Campeonato Mundial de Bádminton de 2010
El XVIII Campeonato Mundial de Bádminton se celebró en París (Francia) entre el 23 y el 29 de agosto de 2010 bajo la organización de la Federación Mundial de Bádminton (BWF) y la Federación Francesa de Bádminton.
Las competiciones se realizaron en el Estadio Pierre de Coubertin de la capital francesa.

## Medallistas
| Evento               | Oro                      | Plata                                | Bronce                                                                         |
| -------------------- | ------------------------ | ------------------------------------ | ------------------------------------------------------------------------------ |
| Individual masculino | Chen Jin China           | Taufik Hidayat Indonesia             | Park Sung-Hwan Corea del Sur Peter Gade Dinamarca                              |
| Dobles masculino     | Cai Yun Fu Haifeng China | Koo Kien Keat Tan Boon Heong Malasia | Guo Zhendong Xu Chen China Markis Kido Hendra Setiawan Indonesia               |
| Individual femenino  | Wang Lin China           | Wang Xin China                       | Tine Baun Dinamarca Wang Shixian China                                         |
| Dobles femenino      | Du Jing Yu Yang China    | Ma Jin Wang Xiaoli China             | Cheng Shu Zhao Yunlei China Cheng Wen-Hsing Chien Yu-Chin China Taipéi         |
| Dobles mixto         | Zheng Bo Ma Jin China    | He Hanbin Yu Yang China              | Ko Sung-Hyun Ha Jung-Eun Corea del Sur Lee Sheng-Mu Chien Yu-Chin China Taipéi |

## Medallero
| Núm. | País          | Oro | Plata | Bronce | Total |
| ---- | ------------- | --- | ----- | ------ | ----- |
| 1    | China         | 5   | 3     | 3      | 11    |
| 2    | Indonesia     | 0   | 1     | 1      | 2     |
| 3    | Malasia       | 0   | 1     | 0      | 1     |
| 4    | Corea del Sur | 0   | 0     | 2      | 2     |
| 4    | Dinamarca     | 0   | 0     | 2      | 2     |
| 4    | China Taipéi  | 0   | 0     | 2      | 2     |
|      | TOTAL         | 5   | 5     | 10     | 20    |